# Polsat Plus Arena Gdańsk
Polsat Plus Arena Gdańsk (tidigare kallad PGE Arena Gdańsk, Baltic Arena/Arena Bałtycka och Stadion Energa Gdańsk) är en arena i Gdańsk i Polen där man spelade matcher vid Europamästerskapet i fotboll för herrar 2012. Arenan invigdes i juni 2011 och den första matchen spelades mellan Lechia Gdańsk och Cracovia den 14 augusti 2011.
Den 26 maj 2021 spelades finalen i Uefa Europa League 2020/2021 i arenan.